# クルブ・アウロラ
クルブ・アウロラ（スペイン語: Club Aurora）は、ボリビア・コチャバンバに本拠地を置くサッカークラブ。ボリビア国内サッカーリーグのプリメーラ・ディビシオンに所属している。
コパ・リベルタドーレスには1964年と2009年の2回出場した。コパ・スダメリカーナには2004年に1回出場した。レコパ・スダメリカーナ出場経験はない。

## 創立
1935年5月27日創立。インスティトゥート・アメリカーノの学生グループが創設した。

## 名称＆ユニフォーム
チーム名Aurora（アウロラ：夜明け）は創設者が夜明けの大空に果てしなく水色が広がったのを見て、この名前を付けようと思い立った。そして、ユニフォームの色も水色にすることに決めた。

## ライバル
アウロラのライバルは同じコチャバンバを本拠地とするクルブ・ホルヘ・ウィルステルマンである。この2クラブの対戦はクラシコ・コチャバンビーノ（コチャバンバ・ダービー）と呼ばれている。

## タイトル

### 国内タイトル
- プリメーラ・ディビシオン
  - 優勝 2008-C
- セグンダ・ディビシオン
  - 優勝 2002, 2016–17
- ボリビア・アマチュアリーグ
  - 優勝 1963

### 国外タイトル
なし

## 現所属メンバー
2020年1月27日現在
注：選手の国籍表記はFIFAの定めた代表資格ルールに基づく。
| No. | Pos. |                | 選手名                       |
| --- | ---- | -------------- | ---------------------------- |
| 1   | GK   | ボリビア       | アレックス・アランシビア     |
| 2   | DF   | ボリビア       | フェルナンド・アギラール     |
| 3   | DF   | ボリビア       | ニコル・タボアサ             |
| 4   | DF   | ボリビア       | カレブ・カルドソ             |
| 5   | DF   | ボリビア       | チスティアン・バルガス       |
| 6   | MF   | ボリビア       | ダニエル・カマーチョ         |
| 7   | MF   | ボリビア       | ミゲル・リオス               |
| 8   | FW   | ボリビア       | セルヒオ・モルノ             |
| 9   | FW   | ボリビア       | ダルウィン・リオス           |
| 10  | MF   | アルゼンチン   | マルセロ・アギーレ           |
| 11  | MF   | ボリビア       | アドリエル・フェルナンデス   |
| 12  | FW   | エルサルバドル | エリック・リベラ             |
| 13  | GK   | ボリビア       | ダビド・トリコ               |
| 14  | MF   | ボリビア       | ブラヤン・アラニバル         |
| 15  | FW   | ボリビア       | パブロ・アニバーロ           |
| 16  | MF   | ボリビア       | ダリオ・トリコ               |
| 17  | DF   | ボリビア       | ハイメ・コルネホ・バレンシア |

| No. | Pos. |              | 選手名                         |
| --- | ---- | ------------ | ------------------------------ |
| 18  | FW   | ボリビア     | ヤスマニ・ドゥク               |
| 20  | MF   | ボリビア     | アミルカル・サンチェス         |
| 22  | DF   | ボリビア     | レネ・バルボサ                 |
| 23  | DF   | アルゼンチン | マヌエル・モレージョ           |
| 24  | MF   | ボリビア     | ジョン・メナ                   |
| 25  | DF   | コロンビア   | ウベルト・アロンソ・サンチェス |
| 26  | FW   | ボリビア     | サンティアゴ・アルセ           |
| 27  | MF   | ボリビア     | マリオ・パラード               |
| 28  | DF   | ウルグアイ   | ダビド・ディアス               |
| 30  | MF   | ボリビア     | エドウィン・リベラ             |
| 31  | FW   | ボリビア     | ガブリエル・リオス             |
| 32  | GK   | ボリビア     | フアン・カルロス・ロブレス     |
| 42  | DF   | ボリビア     | ジョナタン・ワイグア           |
| -   | DF   | ボリビア     | ホセ・ルイス・レジェス         |
| -   | DF   | ボリビア     | オマール・モラレス             |
| -   | MF   | ブラジル     | エジガル・ヴィエイラ・ゴメス   |
| -   | MF   | ボリビア     | クロビス・ロカ                 |